# 가미이다역
가미이다역(상반전역, 일본어: 上飯田駅, かみいいだえき)은 일본 아이치현 나고야시 기타구에 있는 나고야 철도와 나고야 시 교통국의 역이다. 역 번호는 나고야 철도는 KM13, 나고야 시영 지하철은 K01이다.

## 역사
- 1931년 2월 11일: 메이테쓰 철도 가미이다 역 개업.
- 1944년 7월 11일: 나고야 시영 전차 역전에 진입.
- 1964년 3월 10일: 역 빌딩 건설 공사에 따라 임시 역사 공용 개시. 영업 거리를 0.1km 단축시킴.
- 1965년 12월 20일: 역 빌딩(메이테쓰 가미이이다 빌딩)이 개업하는 본 빌딩 내에 메이테쓰 스토어 가미이이다점 개업. 이 시기에 맞춰서 역 빌딩 3층 위의 공단 주택 모집 개시.
- 1971년 2월 1일: 전차 폐지.
- 1987년 5월: 자동 개찰기 설치.
- 1991년 3월 22일: 발착선을 1선 증설하여 1면 2선의 구조가 됨.
- 2003년 3월 27일: 두단식 고가 승강장의 1면 2선에서 지하로 이전. 트랜 패스에 대응화하여 메이테쓰 고마키선과의 지하철 가미이다 선과 상호 직통 운전을 개시.
- 2007년 3월 31일: 다음 날인 4월 1일부터 지하철 가미이다 선의 운전 업무를 메이테쓰에 위탁하는 것에 따라, 본 역에서 운전사 교체 중단.
- 2011년 2월 11일: IC카드 승차권 "manaca" 공용 개시.
- 2012년 2월 29일: 트랜 패스 공용 종료.

## 역 구조
가미이이다 연결선 주식회사가 시설을 소유하고 있다. 메이테쓰와 나고야 시 교통국의 공동관할역이지만, 역 업무는 메이테쓰가 갖는다.
- 섬식 승강장 1면 2선의 지하역에서 스크린도어가 설치되어 있다. 승강장은 6량 편성까지 대응한다.
- 고마키 방향으로 인상선이 있어 본 역의 막차가 야간 체박한 뒤 아침의 당역 시발 헤이안도리 행으로 운행된다. 나머지는 모두 직통 운전이다.
- 본 역은 메이테쓰 관리역이지만, 승차권 확인 시스템은 비도입되었다.

### 승강장
| 번호 | 노선                 | 행선                  |
| ---- | -------------------- | --------------------- |
| 1    | 지하철 가미이이다 선 | 헤이안도리 방면       |
| 2    | ■ 메이테쓰 고마키선  | 고마키・이누야마 방면 |

## 역 주변
- 가미이이다 버스 터미널 - 옛 나고야 시영 전차 가미이이다 전차 운수 사무소 부지에 건설되었다.
- 가미이이다 연결선 주식회사 사무소
- 파워즈 가미이이다점(구, 메이테쓰 파레)
- 이온 가미이이다점(구, 다이에)
- 기타 병원
- 아이치 현 환경 조사 센터
- 아이치 현 위생 연구소
- 나고야 시립 이이다 초등학교
- 나고야 시립 미야마에 초등학교
- 나고야 시립 오조네 중학교
- 나고야 기타 우체국
- 나고야 가미이이다 우체국
- 우스이 카오루 사진의 가게
- 미사 용수 흔적 - 야다 강에서 나고야 성까지 물을 통과시키기 위해 에도 시대에 만들어진 인공 강 "호리카와" 급수구(시점). 벚꽃으로도 유명하다.
- 아이치 현도 102호 나고야이누야마 선

## 사진

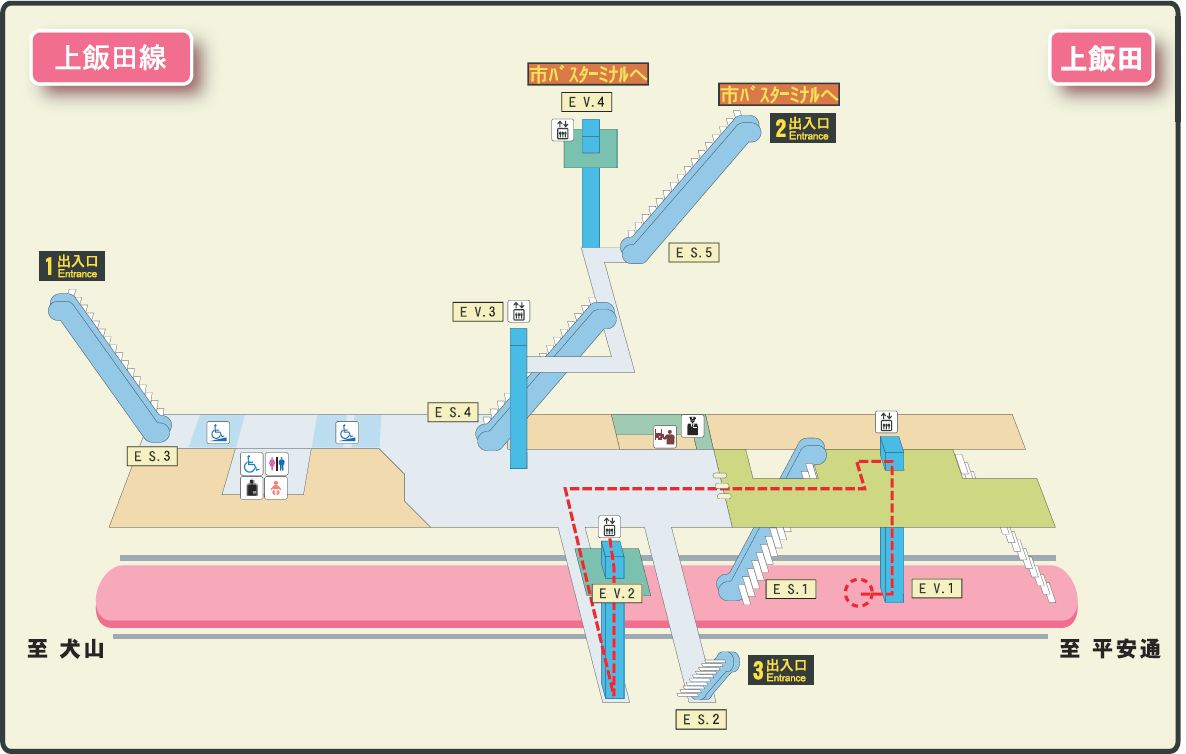
지하철 역 안내도
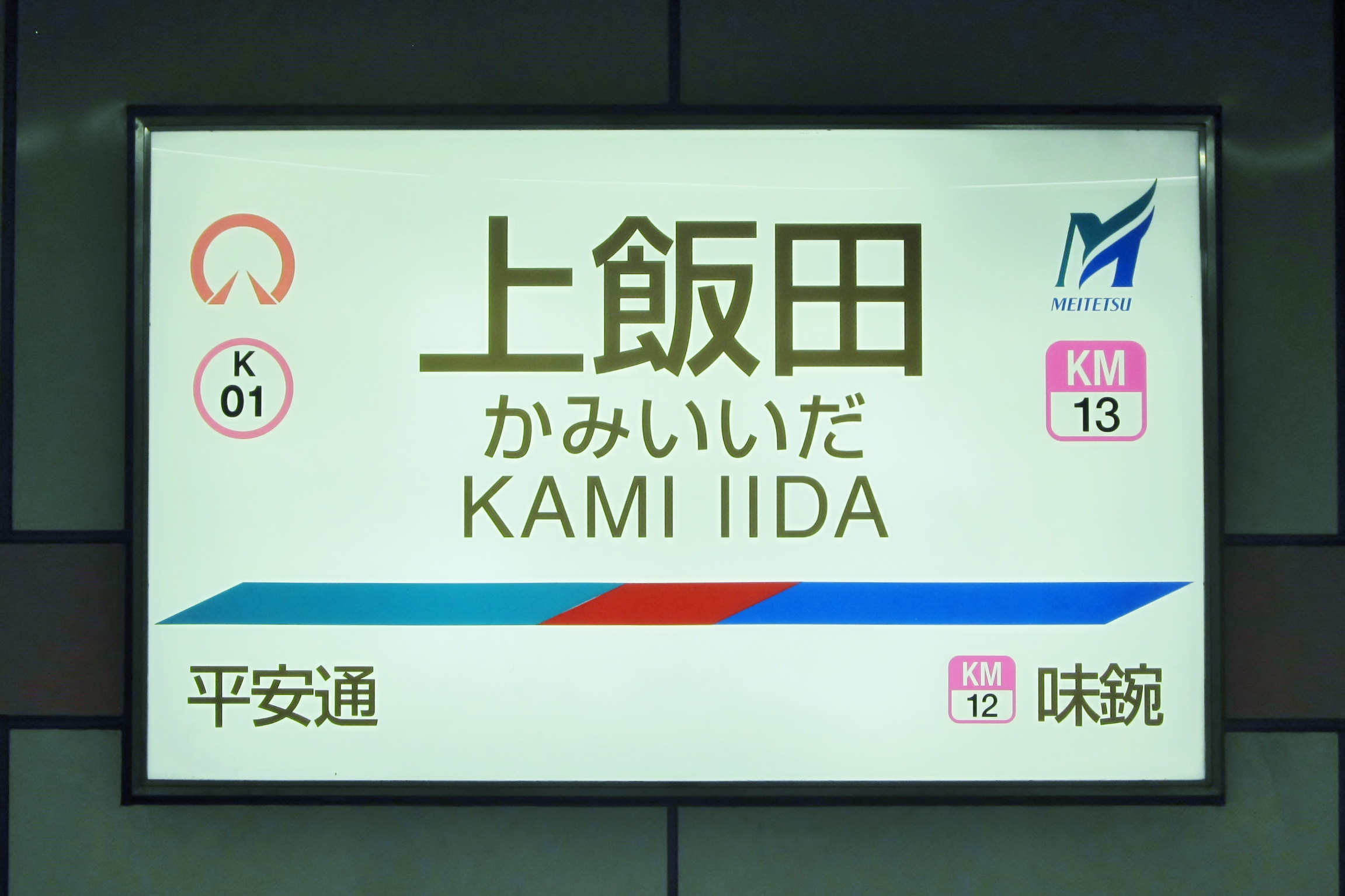
역명판

## 인접역
| 나고야 시 교통국 지하철 가미이다 선 나고야 철도 ■ 고마키선 | 나고야 시 교통국 지하철 가미이다 선 나고야 철도 ■ 고마키선 | 나고야 시 교통국 지하철 가미이다 선 나고야 철도 ■ 고마키선 |
| ---------------------------------------------------------- | ---------------------------------------------------------- | ---------------------------------------------------------- |
| K02 헤이안도리 헤이안도리 방면                             |                                                            | 아지마 KM12 이누야마 방면                                  |